# Hyblaeus Chasma
L'Hyblaeus Chasma è una formazione geologica della superficie di Marte.